# Marc VIII d'Alexandrie (Copte)
Pour les articles homonymes, voir Marc.
Marc VIII d'Alexandrie (Copte) (mort en 21 décembre 1809) est le 108e patriarche copte d'Alexandrie.

## Biographie
Le futur patriarche nait dans le cité de Tama, dans l'ancien  Gouvernorat de Girga en Haute-Égypte sous le nom de Jean et il devient moine au Monastère Saint-Antoine. Après la mort de Jean XVIII d'Alexandrie le siège patriarcal demeure vacant près de 4 mois avant qu'il ne soit choisi comme son successeur et consacré le 24e jour de Thout 1513 A.M. (2 octobre 1797)
Sous son patriarcat, l'Égypte connait le gouvernement de l'Empire Ottoman , l'occupation française avant de redevenir la Province ottomane d'Égypte en 1801.
Le patriarche consacre la nouvelle cathédrale Saint-Marc d'Ezbekiyya) (en) à Azbakeya au Caire qui est édifiée par Al-Moallim Ibrahim El-Gohary (en) 
En 1800 il y transfère le siège du Patriarcat Copte d'Alexandrie (en) de l'église Sainte-Marie (Haret Elroum)
Le pape Marc VIII meurt le 13e jour de Kiahk de l'an  1526 A.M. soit le 21 décembre 1809, après avoir siégé 13 ans, 2 mois, et 19 jours. Le siège patriarcal ne sera vacant que 3 jours après sa mort et l'élection de son successeur Pierre VII El-Gawly d'Alexandrie